# Streets of Fire (musiksingel)
Streets of Fire är den svenska rockgruppen The Poodles andra singel från albumet Sweet Trade och gavs ut 2007. Den innehåller också videon till "Seven Seas".

## Låtlista
1. "Streets of Fire"
2. "Seven Seas" (video)